# Ајденбах
Ајденбах (њем. Aidenbach) град је у њемачкој савезној држави Баварска. Једно је од 38 општинских средишта округа Пасау. Према процјени из 2010. у граду је живјело 3.057 становника. Посједује регионалну шифру (AGS) 9275112.

## Географија
Ајденбах се налази у савезној држави Баварска у округу Пасау. Град се налази на надморској висини од 345 метара. Површина општине износи 17,1 km².

## Становништво
У самом граду је, према процјени из 2010. године, живјело 3.057 становника. Просјечна густина становништва износи 179 становника/km².

## Међународна сарадња
| Мјесто | Држава | Врста сарадње | Од    |
| ------ | ------ | ------------- | ----- |
|        | Чешка  | пријатељство  | 1991. |
| Извор  |        |               |       |